# Mönchengladbach
Mönchengladbach är en kreisfri stad i Regierungsbezirk Düsseldorf i det tyska förbundslandet Nordrhein-Westfalen. Staden har omkring 
270 000 invånare och ligger mitt mellan Düsseldorf och den nederländska gränsen. Mönchengladbach är en del av storstadsområdet Rheinschiene.

## Geografi
Mönchengladbach är omgivet av fyra motorvägar, A46, A52, A57 och A61. Staden har flera järnvägsanslutningar och tillsammans med vägnätet därigenom goda markkommunikationer. Närheten till Düsseldorfs internationella flygplats är ytterligare en positiv faktor. Staden har även en egen flygplats: Mönchengladbachs flygplats (MGL). Flygplatsen ägs till 70 procent av Düsseldorfs internationella flygplats. Flygplatsen ligger cirka 30 kilometer väster om Düsseldorf.

## Historia
Området där staden ligger har enligt arkeologiska fynd varit befolkat för 300 000 – 400 000 år sedan av såväl neanderthalmänniskor som Homo erectus. Från yngre stenåldern och bronsåldern finns talrika gravhögar. Staden hette ursprungligen Gladbach, men när namnet den 1 januari 1888 ändrades till München-Gladbach för att undvika förväxling med Bergisch Gladbach ledde det till olika former av missförstånd, och förväxlingar med München. Därför beslutades 1950 om en namnändring till Mönchen Gladbach och fram till 1960 skrevs stadens namn Mönchen-Gladbach. Efter detta skrivs namnet som en enhet.
Staden och grannstaden Rheydt, som i dag är en del av Mönchengladbach, utsattes under andra världskriget för omfattande bombanfall och cirka 65 procent av staden förstördes.

## Sport

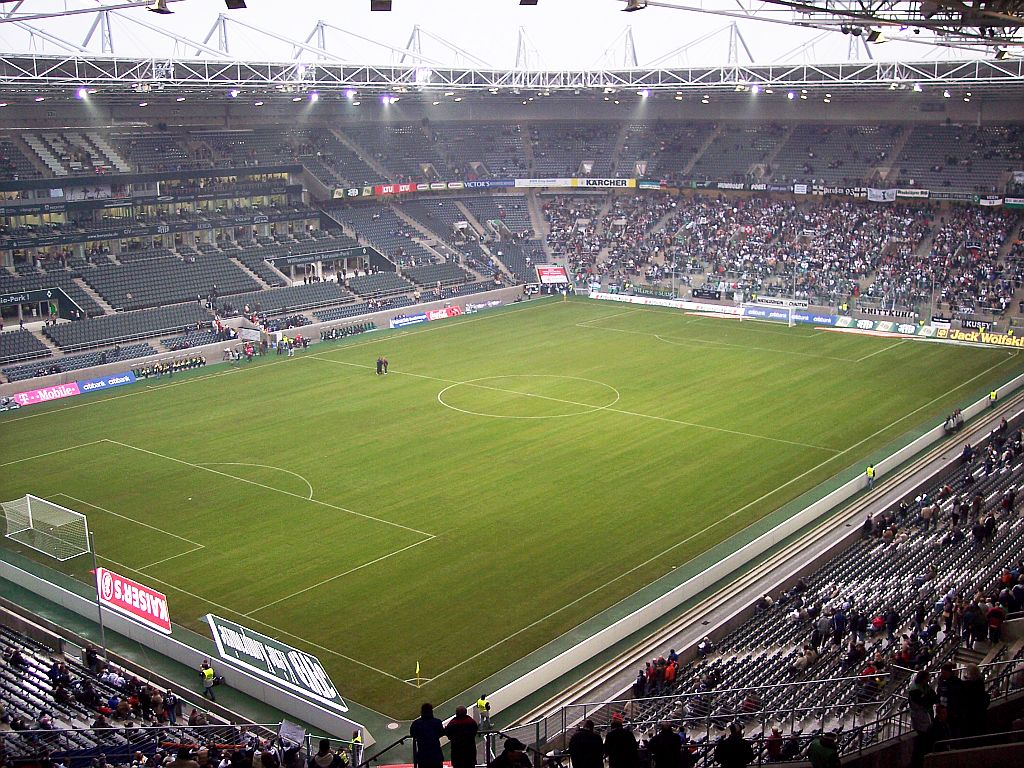
Borussia-Park

Stadens stolthet inom idrottsområdet är fotbollsklubben Borussia Mönchengladbach där bland annat svenskar som Patrik Andersson, Martin Dahlin, Jörgen Pettersson och Oscar Wendt spelat. Klubben dominerade tillsammans med FC Bayern München den tyska klubbfotbollen under 1970-talet. Efter att åkt ur Bundesliga säsongen 2006/2007 tog man sig tillbaka 2008 efter en säsong i Zweite Bundesliga.

## Personer från Mönchengladbach
- Heinz-Harald Frentzen, racerförare
- Reinhold Ewald, astronaut
- Hans Jonas, filosof
- Hugo Junkers, flygplanskonstruktör
- Walter Moers, författare, serietecknare
- Berti Vogts, fotbollsspelare och tränare
- Dr. Paul Joseph Goebbels, nazistisk propagandaminister, bördig från Rheydt
- Stefan Effenberg, fotbollsspelare
- Lothar Matthäus, fotbollsspelare
- Günter Netzer, fotbollsspelare
- Jupp Heynckes, fotbollsspelare
- Marcell Jansen, fotbollsspelare